# Adamàndios Koraís
Adamàndios Koraís - Ἀδαμάντιος Κοραῆς (grec), Adamance Coray (francès) - (27 d'abril de 1748, Esmirna, Imperi Otomà - 6 d'abril de 1833, París, França) fou un erudit grec, representant de l'esperit de les Llums i partícip decisiu de la consciència pre-revolucionària a Grècia. La seva activitat filològica i els seus treballs d'edicions de texts grecs antics el convertiren en el pioner de la filologia grega moderna. La potència de la seva reflexió política li conferí un gran prestigi, tant a París, on visqué gran part de la seva vida, com a Grècia.

## Biografia

### Joventut a Esmirna (1748-1771)

#### Una família culta
Adamàndios Koraís nasqué al si d'una família culta. El seu pare, Ioannis Koraís, fou un negociant de seda originari de Quios, sense ésser un savi, tenia una gran consideració envers el coneixement. La seva intel·ligència, la seva eloqüència i la seva posició social li concediren una notorietat a Esmirna, i desenvolupà funcions polítiques de «demogeront», de president de l'hospital, de majordom de l'església grega local, i de president de la federació de negociants de Quios. La mare d'Adamàndios Koraís, anomenada Thomaís, fou una dona instruïda. Tota la família comptà amb un gran nombre d'intel·lectuals i de savis. L'avil patern, Antoine Koraís, originari de Quios, era un metge interessat també en les lletres i en la filosofia. Havia compost el 1702 una oda a Henri François d'Aguesseau en vers antic; però fou l'avi matern, Adamàndios Petirdoglu, qui jugà el paper més decisiu en el destí de Koraís. Fou professor a Constantinoble i a Quios, després un notable respectat a Esmirna. Quan morí l'agost de 1746, suscità per testament una noble emulació envers els nets per heretar la seva rica biblioteca. Finalment, un cosí, que també fou mestre d'escola, era conegut per les seves idees progressistes, i un oncle, Sofrónios de Belgrad, era un bisbe molt proper a les lletres i al coneixement.
Adamàndios Koraís tingué un germà, Andreas, tres anys més jove que ell.

#### La passió pel coneixement
En aquest ambient familiar on la cultura religiosa i el coneixement literari eren quotidians, Adamàndios Koraís mostrà bones disposicions per l'estudi. El nen aprengué al començament la instrucció materna, una dona que sabia llegir i escriure en una època on la majoria de les dones eren illetrades. A l'escola evangèlica d'Esmirna rebé per part d'un mestre d'escola la pedagogia reaccionària, «un ensenyament pobre en coneixement, però ric en cops de bastó», segons les seves pròpies paraules. El Pare Iertheos Dendrinos fou conegut per la seva severitat en els mètodes, però l'aprenentatge del grec antic sota la seva direcció era excel·lent, així com el contacte directe amb els autors de l'antiguitat clàssica, per la qual cosa Koraís aconseguí un domini prou fluid d'aquesta llengua.

En la biblioteca heretada del seu avi hi descobrí de seguida l'obra d'Estrabó en una edició d'erudit datada del 1707, enriquida amb notes en llatí d'Isaac Casaubon; aquella obra li feu prendre una passió pel coneixement. Comprengué que per aprofundir en la ciència li calia aprendre llatí, i s'apropà indirectament a l'estudi de l'italià i del francès. Més endavant aprengué altres llengües estrangeres, com l'alemany o l'hebreu el 1764.

Però fou gràcies al pastor protestant resident a Esmirna, l'holandès Bernhard Keun, que trobà finalment el pedagog i el savi que li feia tanta falta en el seu ensenyament: a canvi d'ensenyar grec al pastor, ell li ensenyava llatí. Autoritzat a consultar lliurement la biblioteca de Bernhard Keun, el jove Koraís començà també a interessar-se en l'erudició clàssica occidental. Desitjós de continuar estudis superiors a Europa, i el seu pare desitjant fer d'ell un negociant encarregat de desenvolupar el negoci familiar, decidí finalment que el jove s'instal·lés a Amsterdam, on pogué seguir estudis superiors i continuar amb les activitats comercials del seu pare.

### Amsterdam (1771-1777)

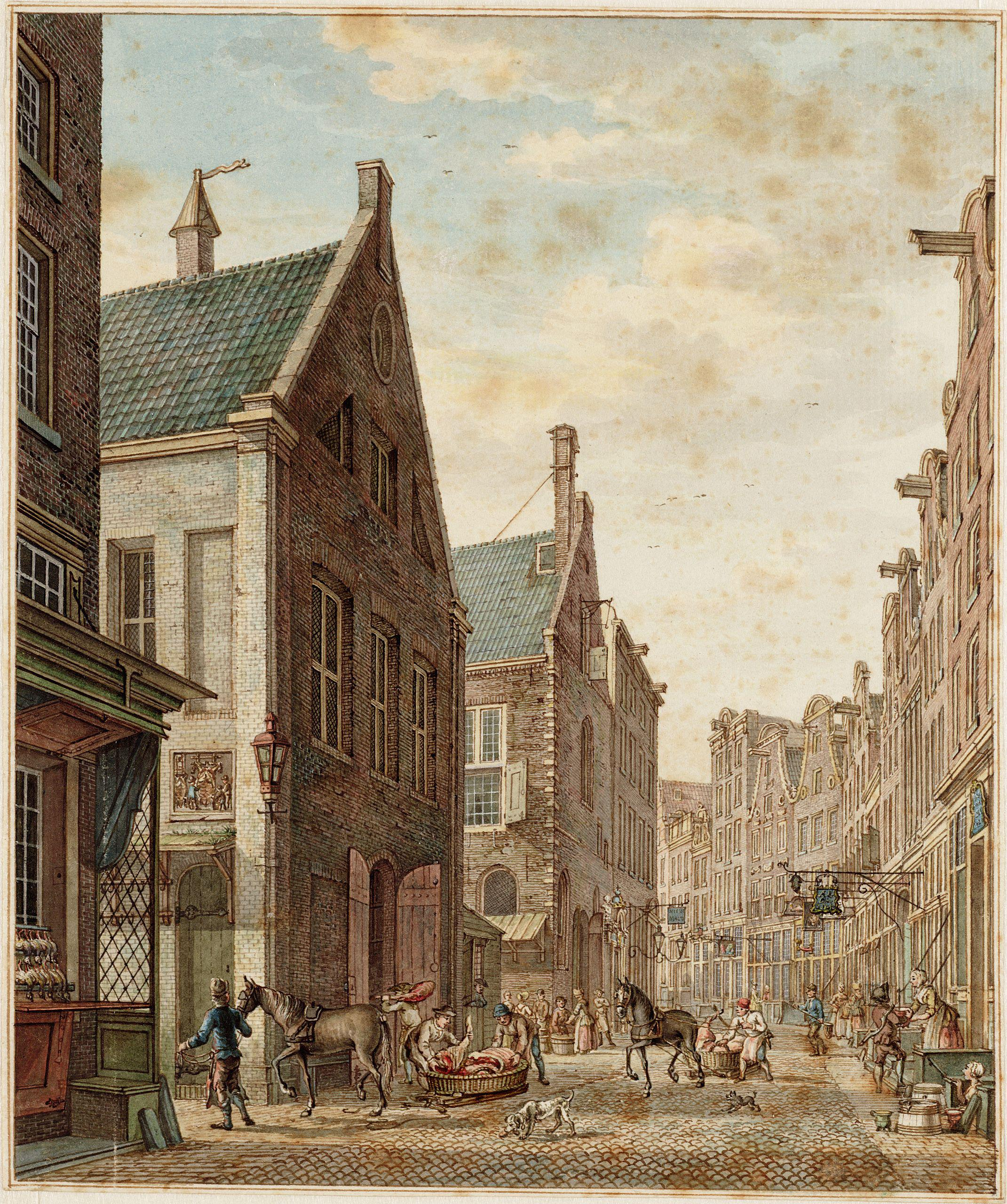
Un carrer d'Amsterdam cap al 1771.

Embarcat en un navili danès, Koraís arribà a Liorna després de vint-i-sis dies de navegació, i des d'allà arribà a Amsterdam. El 1771 la capital dels Països Baixos era un dels centres intel·lectuals més importants d'Europa. Amb el seu règim liberal i tolerant, el país esdevingué el refugi de la llibertat de pensament. La petita comunitat grega d'aquesta vila adoptà l'esperit de les Llums i donà lloc a l'esperança en un renaixement de Grècia mitjançant l'educació i els llibres.
Koraís arribà a Amsterdam amb cartes de recomanació del seu mestre Bernhard Keun per a una parella de savis, Andrien Buurt i Carolina van Lynden. Amb Andrien Buurt estudià la lògica i els Elements d'Euclides, bo i interessant-se també pel teatre. Passar d'una petita vila oriental com Esmirna al gran centre cosmopolita d'Amsterdam transformà profundament l'esperit de Koraís: sedegós de conèixer qui era ara bregà amb un desig foll de viure: aprengué a tocar la guitarra i s'inicià en esgrima; fins i tot tingué un idil·li amorós amb la filla del mestre que l'acollia. En una carta datada del 1774 Stamatis Petros, l'auxiliar experimentat que el pare envià amb el fill per ajudar-lo en les tasques del negoci familiar, descrigué Koraís com un jove mundà «vestit com un occidental, amb un barret de moda francesa, que va ara a l'òpera, adés a casa de la seva estimada, i lliurat a les vanitats i als plaers». La conclusió fou incontestable: «No està fet per als negocis».
Durant sis anys a Amsterdam, Koraís precipità la ruïna financera de la família, i s'abandonà als plaers i a les mundanitats, reconeixent ell mateix que «la seva joventut havia trontollat sota una tempesta de passions». Però també es cultivà molt: després de quatre professors, aprengué el neerlandès, l'hebreu, el castellà i el francès; la geometria, s'inicià en la música i en l'esport; d'ara endavant sentí un amor profund per la llibertat que determinaria el seu destí. Els turcs, ja responsables als seus ulls de mantenir Esmirna sota la ignorància i l'obscurantisme, són ara l'objecte de la seva aversió furiosa, car, digué «havia assaborit la llibertat d'un Estat ben governat». És amb aquesta llibertat amb la qual no cessà de somniar per alliberar Grècia de la dominació turca.

### Retorn a Esmirna (1777-1782)
El 1777, forçat a abandonar Amsterdam, la perspectiva de tornar a l'Esmirna ocupada pels turcs li suposà un suplici insuportable. Aleshores intentà allargar el trajecte de retorn, amb l'esperança d'obtenir l'autorització dels seus pares d'anar a estudiar a França: passà per Leipzig, on entrà en contacte amb el savi i escriptor Thomàs Mandakasis, que li feu descobrir el pensament d'Evguénios Vúlgaris; s'aturà quaranta dies a Viena on el seu oncle, l'arquebisbe Sofrónios, tenia la protecció de l'emperadriu Maria Teresa d'Àustria; després arribà a Trieste i finalment a Venècia, on passà l'hivern del 1778.
El retorn a Esmirna no fou sinó una font d'afliccions: la vila fou en gran part destruïda per un terratrèmol i per un incendi, i la casa familiar quedà cremada. Koraís se submergí en una profunda melangia que li feia «perdre la raó». Durant quatre anys, i el que el salvà de la desesperació, fou el reconfort quotidià que li aportà el seu amic el pastor Bernhard Keun, i els passeigs fora de la vila «per no trobar-se amb els turcs». Perquè es quedés a Esmirna, els seus pares el feren casar amb una jove filla molt rica i bella, però el seu «amor per la llibertat» fou més fort. Koraís estava encara decidit a estudiar medicina a França. Escrigué el 1782 una carta al gran hel·lenista Jean-Baptiste-Gaspard d'Ansse de Villoison que reconegué en ell un bon coneixement del grec, i en dona testimoni de l'humanista neerlandès Wyttenbach. Per no agreujar l'estat de salut que ja començava a degradar-se, els seus pares cediren al seu desig. Abandonà Esmirna, arribà a Liorna, on quedà retingut en quarantena al llatzeret durant un mes, després per Marsella arribà a Montpeller el 9 d'octubre de 1782.

### Montpeller: estudis de medicina (1782-1788)

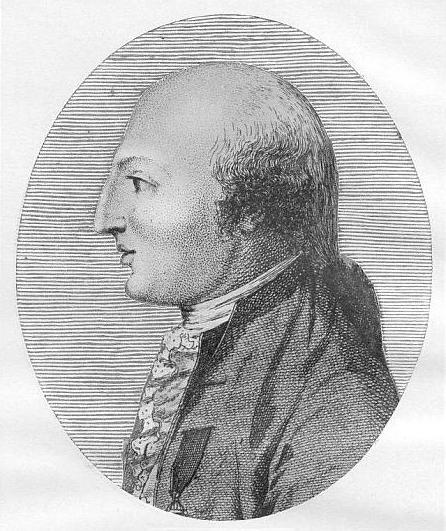
L'hel·lenista Jean-Baptiste-Gaspard d'Ansse de Villoison, amic de Koraís.

Koraís s'inscrigué a la Facultat de Medicina a Montpeller, i durant aquesta etapa augmentà la seva aversió envers la dominació otomana, atès que encara tenia aquell esperit amorós de llibertat i de coneixement corcat pel temor d'haver de tornar a Esmirna i patir-hi el jou dels turcs; i expressava «només amb els metges aquesta raça de salvatges és forçada a fingir alguna dolçor». La Universitat de Montpeller era aleshores una de les millors universitats franceses; els savis que hi ensenyaven, entre d'altres Pierre Marie Auguste Broussonet, Jean-Antoine Chaptal i sobretot Grimaud; eren ardus defensors de la medicina hipocràtica, i no trigaren pas a reconèixer els mèrits de Koraís.

Bo i estudiant-hi medicina, cultivà el seu amor envers les lletres gregues i llatines, i llegí amb gran interès els filòsofs europeus del seu temps: David Hume, Nicolas de Condorcet, Helvétius i Voltaire; però el 21 de juliol de 1783 el seu pare morí, i un any més tard, la seva mare: privat de recursos, Koraís patí aleshores diverses dificultats. La pobresa marcà tota la seva vida d'aleshores ençà, però sense afectar-lo moralment. Aconseguí continuar els seus estudis de medicina gràcies a l'ajuda financera dels seus amics propers i dels beneficis de la venda de la casa familiar. Per augmentar la seva renda, treballà en diverses traduccions de l'alemany o de l'anglès al francès: traduí diverses obres de medicina, i les qüestions religioses també foren del seu interès, atès que traduí, entre d'altres, un Catecisme en què s'entreveu el seu esperit progressista i la influència de Ióssipos Missiódax.

El 1786 presentà la seva tesi de medicina, dedicada a l'amic i al mestre respectat Bernhard Keun, titulada Pyretologiae Synopsis; aquesta tesi, en la qual estudià la febre en una perspectiva hipocràtica, li valgué grans elogis per part del jurat. A partir del juliol de 1786, i durant quatre mesos, li encarregaren un curs a la Universitat de Montpeller sobre el cor, les artèries i les venes. Acabà alhora també la seva tesi complementària, també escrita en llatí, amb el títol de Medicus Hippocraticus, sive de praecipuis officiis medici. A Montpeller, el 1787, hi publicà la seva traducció al francès de la Medicina clínica de l'alemany Christian Gottlieb Selle, i l'adreçà en honor de la Societat Reial de Ciències de Montpeller; a canvi, aquesta societat li conferí la qualitat de membre, la qual cosa coronà encara més la seva consagració de savi.

Llavors gaudí d'una gran reputació, fins al punt que els seus professors intentaren que es quedés a Montepeller, però ell somniava establir-se com a metge a les illes Jòniques. Tot i que també desitjava conèixer París, «llar de totes les arts i de totes les ciències», que considerava amb respecte com «la nova Atenes». Abandonà, doncs, Montpeller, carregat de cartes de recomanació dels seus professors: «La benevolència de part de Broussonet, de Grimaud i de Chaptal, en particular, fou una de les felicitats de la meva vida», escrigué ell mateix.

### París. Revolució Francesa

#### El naixement d'un erudit

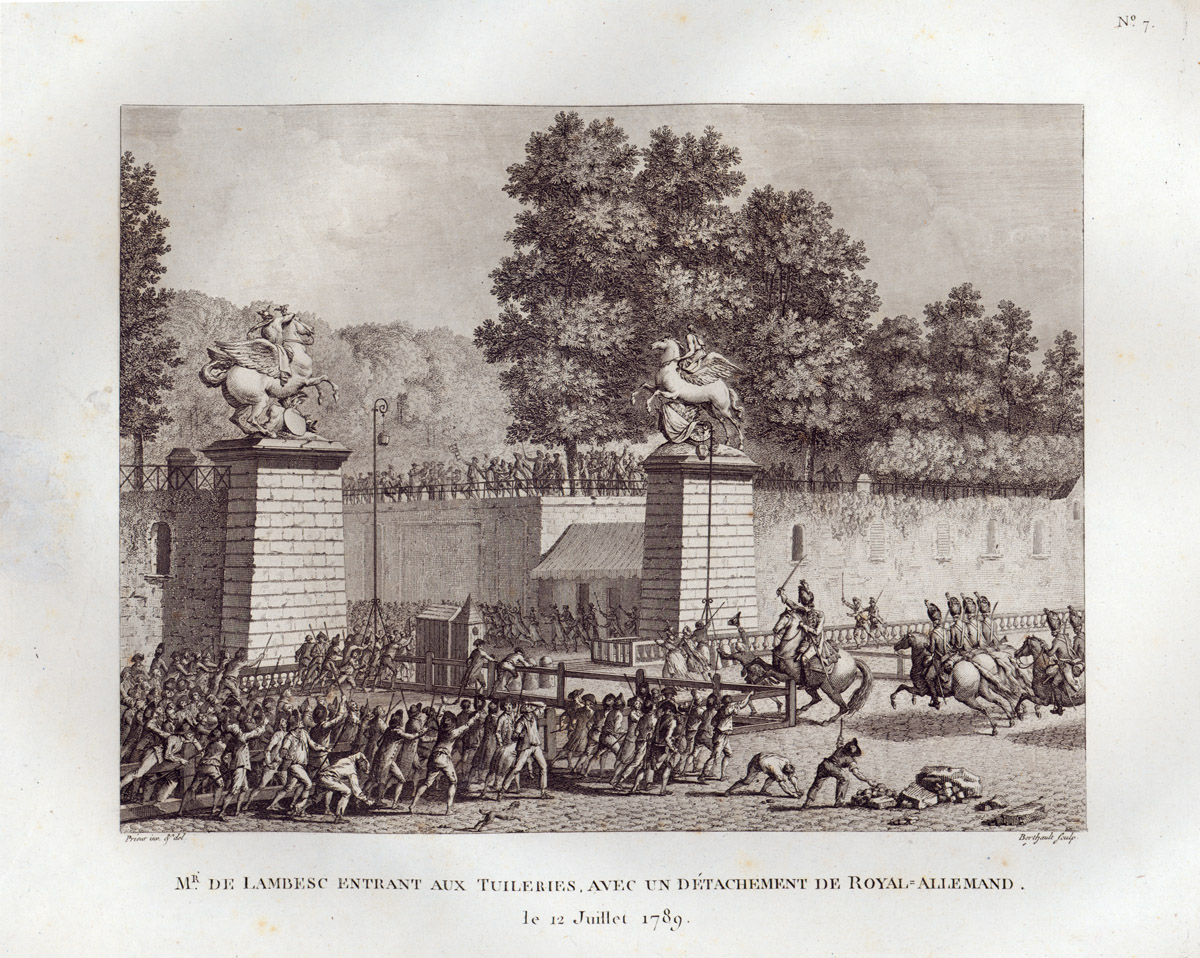
M. de Lambesc entrant a les Teuleries amb un destacament de Royal-Allemand, el 12 de juliol de 1789 (Gravat de Pierre-Gabriel Berthault)

Koraís arribà a París el 24 de maig de 1788, i hi esdevingué de seguida un observador directe de la Revolució Francesa. D'aquesta Revolució en feu una narració a les seves Cartes al protopsalte d'Esmirna, Dimítrios Lotos. És un espectador curiós que assisteix al començament als primers motins: «Enmig d'aquells aldarulls, sortia cada dia per veure amb els meus propis ulls aquelles coses terribles que eren noves per a mi», escrigué. Quedà sorprès durant un «passeig al jardí del rei, anomenat les Teuleries», de sentir un afusellament que esclatà el 12 de juliol de 1789 contra les tropes del Príncep de Lambesc; dos dies més tard, quedà horroritzat de veure els caps sagnants del governador de la Bastilla i del seu major passejats pels carrers a la punta d'una pica per la gentada de París.
Aquells aldarulls revolucionaris no impediren que menés treballs d'erudició. El juliol de 1790, després d'instal·lar-se a casa del seu amic el jutge i hel·lenista Étienne Clavier, qui tenia una gran biblioteca, Koraís acumulà notes per a una edició d'Hipòcrates que espera corregir dels errors dels copistes; l'hel·lenista Gaspard d'Ansse de Villoison, entusiasmat pels primers fruits d'aquell treball, l'encoratjà «amb una ardor i una amistat sense precedents», qualificant el seu amic com un d'aquells savis anglesos, alemanys i holandesos de «primer crític d'Europa». Durant aquest període assistí també a circumstàncies històriques que el sorprengueren: l'abril de 1791 seguí «la magnífica cerimònia fúnebre de la qual no hi ha cap exemple a cap història» per als funerals de Mirabeau, i el juliol no pogué reprimir les llàgrimes quan veié passar sota la seva finestra el comboi que transferí les cendres de Voltaire al Panteó, i «els seus llibres portats en triomf i envoltats per una gentada d'acadèmics».
Però la guerra declarada amb Àustria l'abril de 1792, després l'entrada a la guerra de Prússia el 6 de juliol següent, seguit per la proclamació de l'abolició de la monarquia, causaren una efervescència i una inseguretat tals a París que tothom s'armà: Koraís, molt inquiet, comprà un sabre. «Ens trobem de nou en un gran terror», escrigué, afegint-hi «Em penedeixo de no haver passat per Anglaterra, hi hagué dos mesos en què era possible anar-se'n. Ara no es permet a ningú sortir de París».
El poble parisenc que es jutjava abans de la Revolució «ple de saviesa, de dolçor, de filantropia i d'amabilitat, com els atenencs d'aleshores, i feliços com ells», es revela sorprenentment capaç de suscitar un canvi polític de tal magnitud i d'abolir la monarquia. En tant que gran intel·lectual, amic de les Llums, Koraís atribuí aquella capacitat al desenvolupament de la instrucció en el poble francès que suscità l'amor de la llibertat. És una lliçó que retingué per al poble grec, i que decidí també el destí de Koraís: car rebutjant d'ara endavant el jou d'un tirà, escollí instal·lar-se definitivament a França, i de concentrar tots els seus esforços a il·luminar els seus compatriotes, en tota mesura dels seus mitjans, contribuint a llur educació. L'única manera d'arribar-hi, digué, era «de publicar els autors grecs amb un llarg prefaci en llengua vulgar de manera que siguin llegits no només per aquells que han estudiat el grec antic, sinó també per la gent del poble»: la seva convicció fou que la independència política dels grecs passés per llur progrés intel·lectual i moral. Amb un gran rigor, i l'exigència d'un vertader savi, considerà que per establir una edició crítica dels autors grecs de l'Antiguitat li calia un coneixement més aprofundit de la llengua grega. És així com el metge Koraís es convertí en un filòleg erudit: «Per adquirir aquest coneixement i consagrar-hi tota la meva atenció, he abandonat l'exercici de la medicina i tota altra ocupació».

#### La tempesta revolucionària
La Revolució Francesa, emperò, fou seguida aviat per la tirania de Robespierre, i obligà l'hel·lenista a interrompre momentàniament els seus treballs, i a retirar-se durant diversos mesos al camp, prop de Nemours, a casa d'Étienne Clavier. Hi partí a contra-cor, amb el dolorós sentiment de menar la vida d'un rodamón, «expulsat del seu asil», patí cruelment la humiditat del camp; però reconegué també que aquell amic l'havia «arrencat de la mort». Al llarg de la segona estada a casa d'Étienne Clavier, entre el 1795 i el 1796, cedí al desesper fins al punt de desitjar passar la resta dels seus dies a Naples per gaudir-hi d'un clima millor i per no estar a càrrec d'altri.
Per procurar-se alguns recursos, traduí obres de medicina: la Introducció a l'estudi de la natura i de la medicina de Selle, el 1795, i el Projecte d'una història de la medicina i de la cirurgia de W. Black, el 1798. Publicà també, el 1796, al Magasin Encyclopédique, un breu estudi literari «sobre el testament secret dels atenencs del qual parla Deinarc en el seu sermó contra Demòstenes». Per primera vegada, hi feu la demostració del seu coneixement filològic, rebutjant conjectures errònies dels savis Corneille de Pauw i Friedrich August Wolf. Koraís estava orgullós de deixar anar el que ell anomenava «una petita ofensa» a De Pauw (culpable segons ell d'haver considerat els grecs com bàrbars incorregibles), esperant d'ell assestar aviat «el gran cop de bastó»: «En aquesta petita memòria hi demostro a aquest docte personatge que no ha comprès ni un sol mot del rector Deinarc (mentre que es vanaglorieja de conèixer la llengua grega a fons) i que ha robat descaradament una observació filològica del savi Reiske, que ha presentat com un producte del seu esperit». Amb aquest esclat, Koraís inaugurà la missió patriòtica que inspiraria tota la seva vida, animat per aquell desig ardent de venjar la seva nació contra les calúmnies i les necieses que angoixaven als grecs en aquella època.
Però el període fou particularment crític: durant el Directori, amb la crisi econòmica i la derrota financera que patí aleshores l'Estat francès, fins i tot els rics armadors grecs importadors de blat a França no eren pagats a causa de la fallida; Koraís també patí un nou període de privacions serioses i de mancances. Aquestes circumstàncies l'obliguen a demanar ajuda als seus amics d'Esmirna, atès que patia una gran misèria: «Estic despullat de vestimentes, de roba i de mil altres coses necessàries en la vida, sense comptar que no he pogut reemplaçar alguns llibres, indispensables per al meu treball, que vaig haver de vendre quan el pa es pagava a 40 francs la lliura».

### Les grans obres (1798-1821)

#### L'herald de la causa grega

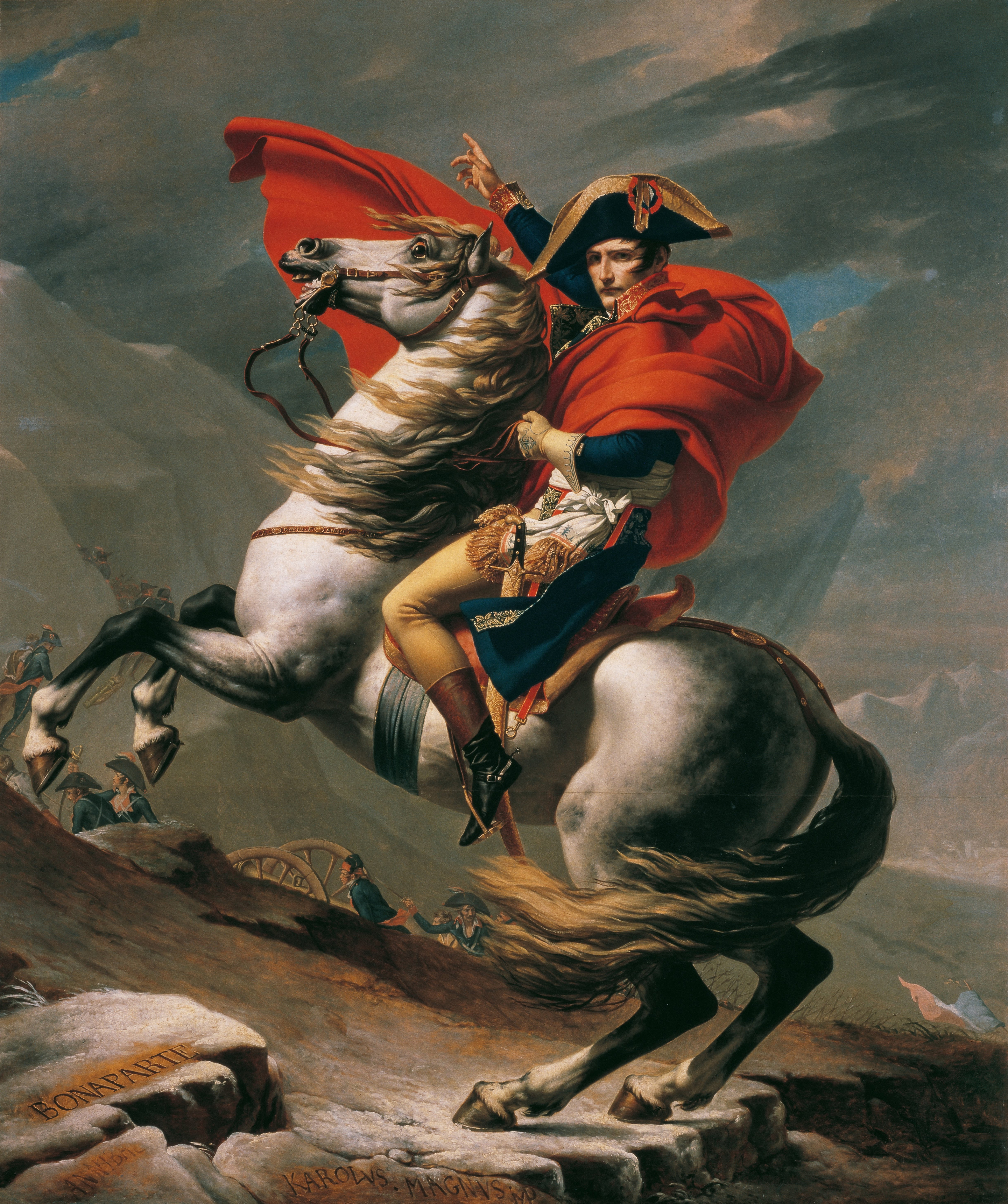
Napoleó, portador dels ideals revolucionaris (Napoléon franchissant le col du Grand Saint-Bernard, per Jacques-Louis David, 1800).

Les Guerres Napoleòniques que començaren a estendre's vers orient i Grècia feren néixer en Koraís una esperança: després del detonant de la campanya d'Egipte, l'Imperi Otomà declarà la guerra a França el 1798, i tot de combats confrontaren l'exèrcit francès amb l'otomà a l'Epir durant tot un any. Aquella situació coincidí també amb el primer aixecament del patriota grec Rigas Fereos contra la dominació otomana. Entre els grecs oprimits la Revolució Francesa i la seva propaganda aixecaren un vent d'esperança.
Per a Koraís s'obrí un nou període al servei de la independència de Grècia. Es comprometé amb ardor en aquesta lluita per la llibertat: amb ocasió de la mort de Rigas el juny de 1798 abordà el combat polític tot publicant anònimament el pamflet Exhortació fraterna en resposta a un pamflet que s'oposava a les idees liberals i sostenia el poder otomà sota el títol d'Exhortació paterna. L'any següent dedicà als «Grecs lliures de la mar Jònica» una edició en grec antic i la seva traducció al francès d'Els caràcters de Teofrast, editada a compte de Thomàs Spaniolakis, i on s'expressen les seves preocupacions de moralista. El seu treball d'erudició filològica troba també el seu primer reconeixement oficial amb la publicació, enriquida amb comentaris, del tractat hipocràtic Sobre els vents, les aigües i els llocs: l'obra tingué un èxit prodigiós i el 1810 rebé el premi de cinc mil francs de l'Institut de França, concedit per unanimitat. El seu poema Ἄσμα πολεμιστήριον ('Cant de guerra'), del 1800, i Σάλπισμα πολεμιστήριον ('Crida de guerra'), del 1801 (signat amb el pseudònim patriota de l'«Intrèpid Maratonià»), tradueixen l'esperança d'una intervenció francesa per a l'alliberament de Grècia, després de la campanya d'Egipte de Napoleó, car és França de qui cal esperar l'ajut, i no pas de Rússia, com es creia. Amb aquestes dues obres, Koraís cerca inspirar confiança en les campanyes militars franceses i infondre entusiasme en el cor dels grecs.
La inquietud de Koraís pel seu país, però, es feu més viva el 1803 i el conduí a presentar davant la Societat dels Observadors de l'Home, de la qual era membre, la seva Memòria sobre l'estat actual de la civilització a Grècia: hi vol mostrar als francesos que el poble grec, tot i oprimit, mereix un interès vertader: «Ai las! Si pogués fer interessar els meus respectables col·legues per un poble que fa esforços per sortir de la barbàrie», escrigué. Aquesta memòria fou seguida, el 1805, pel pamflet El que han de fer els grecs en les circumstàncies presents. Diàleg de dos grecs sobre la notícia de les brillants victòries de l'Emperador Napoleó. L'esperança d'un alliberament immediat s'allunyava, però l'autor no renuncià a continuar fent exhortacions i consells als seus compatriotes.

#### El filòleg al servei de Grècia
Aquestes obres contribuïren a fer conèixer Koraís entre els erudits, tant a Grècia com a França. Obtingué l'estima i l'amistat de diversos savis, filòlegs i hel·lenistes, entre altres Etienne Clavier, Chardon de la Rochette, Gabriel de La Porte du Theil i Jean-Baptiste-Gaspard d'Ansse de Villoison, però també de l'impressor i editor Ambroise Firmin Didot. Napoleó Bonaparte, havent desitjat que es traduís la Geografia d'Estrabó, Jean-Antoine Chaptal, Ministre d'Interior, li recomanà el seu antic alumne, Koraís, que col·laborà amb la traducció del text amb l'historiador Gabriel de La Porte du Theil, mentre que el geògraf Gosselin s'encarregà de les notes. Aquest treball de llarg durada l'ocupà durant diversos anys. El primer tom d'aquesta traducció fou presentada a l'emperador el 1805, i cadascun dels savis rebé per llur contribució una renda de per vida de dos mil francs.
Koraís feu paral·lelament un enorme treball de traducció i d'edició filològica: preparà des del 1796 la traducció del tractat de Cesare Beccaria sobre Els delits i les penes, que es publicà el 1802. L'obra, dedicada per Koraís als grecs lliures de la República de les Set Illes «per servir com a bella esperança», fou molt popular a Grècia. El mateix any aparegué la seva edició corregida de la novel·la de Longus, Dafnis i Cloe, i dos anys després, les Aethiopica d'Heliodor, a iniciativa d'un amic grec que assumí el cost de llur publicació.
És així, gràcies a la gran generositat de rics negociants grecs, partidaris de l'educació i de la Il·lustració, els germans Zosimàs, que Koraís pogué publicar el fruit del seu treball. Atès que a partir del 1805, es consagra al que serà la seva obra major, la Biblioteca Grega. Aquesta enorme empresa representa l'esforç per posar a disposició del públic les obres mestres de la literatura grega de l'Antiguitat, en un text establert amb seny, acompanyat d'un aparell crític i precedit de llargs prefacis. Són, doncs, editades les obres d'Isòcrates, de Licurg, de Xenofont, d'Aristòtil, de Plató, o les Vides paral·leles de Plutarc. La majoria dels prefacis de Koraís, coneguts amb el títol de Pensaments Improvisats o Prolegomens, formen la síntesi de totes les seves concepcions sobre l'educació, la llengua o la política, i expressen essencialment la necessitat de reintroduir les idees que l'Europa de la Il·lustració havia rebut de l'Antiguitat grega.

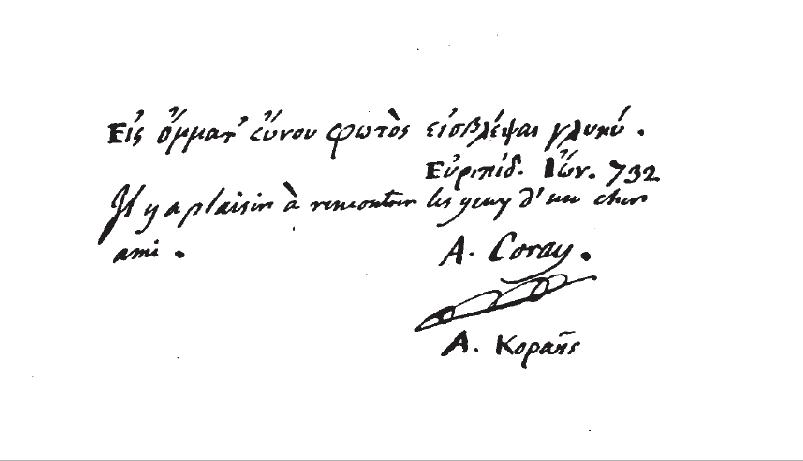
Signatura de Koraís.

Del 1811 al 1820 continuà els seus treballs d'erudició, i publicà, gràcies a la contribució financera dels habitants de Quios, les obres de Xenòcrates i de Galè; aquesta última obra, titulada Sobre l'aliment que proporcionen els productes provinents de l'aigua, aconseguí una certa celebritat per les precisions aportades per Koraís sobre els noms dels peixos en grec antic, propers als noms en grec modern; i edità també les obres d'Estrabó en quatre volums i de Marc Aureli, i publicà els quatre primers cants de la Ilíada.
Durant la mateixa època, col·laborà activament amb la revista bimensual Mercure Savant, fundada i publicada a Viena per l'arquimandrita Ànthimos Gazís. N'esdevingué un dels redactors regulars al costat d'altres savis grecs, per tal de contribuir millor a l'educació dels seus compatriotes. Aquesta revista tractava totes les qüestions filològiques i intel·lectuals que interessaven la situació de la Grècia de l'època. És així com el 1813, quan esclatà la qüestió lingüística grega per saber si és la llengua purista o la llengua demòtica la que devia imposar-se en l'ensenyament, Koraís hi expressà la seva posició personal. Un conflicte no trigà pas a declarar-se entre els partidaris de la llengua vulgar i els que volien conservar una llengua arcaïtzant: Koraís s'oposà feroçment als partidaris de la llengua purista, i se'n mostrà molt afectat: «Un bàndol de fanàtics i de pedants m'ha declarat la guerra, i busca enverinar els pocs dies que em queden encara per viure», escrigué el 1815, afegint-hi: «Satisfan llur ràbia amb tots aquells que recomanen les Llums'».

#### El patriota desinteressat
Aquestes activitats multiformes impediren a Koraís acceptar els càrrecs de professor, amb prestigi, que li foren proposats. Rebutjà, doncs, una primera vegada, el 1805, la càtedra de filòleg grec al Collège de France reemplaçant Gaspard d'Ansse de Villoison, i un cop més el 1814 la càtedra, vacant després de la mort d'Édouard-François-Marie Bosquillon. Havia també rebutjat un càrrec de preceptor a casa d'un anglès ric, i el 1816, feu la meitat del camí que li permetia accedir a ser membre de l'Académie des Inscriptions et Belles-Lettres. La missió patriòtica de la qual havia fet el seu apostolat d'ençà el 1789 és a ulls seus tan primordial que havia d'esdevenir exclusiva. A causa d'aquestes metes es veié obligat a renunciar a algunes funcions. En donà ell mateix dos exemples significatius en la seva autobiografia. Per esdevenir membre de l'Académie des Inscriptions et Belles-Lettres, el postulant havia d'inscriure's al començament en un registre de candidats, després, abans del vot, «retre personalment visita a cadascun dels membres per implorar-los humilment que li donessin llur vot». I Koraís mateix afegí «Considerava únicament el primer procediment, al qual m'havia conformat, no tant com una obligació necessària, sinó almenys com una habitud irreprotxable, i em vaig inscriure com a candidat». I es quedà allà, tenint per «principi que, quan hom no es troba còmode davant d'una cosa, ha d'esperar sempre de ser buscat, de prohibir-se tot procediment que podria ser confós amb la intriga».
Una segona circumstància mostra que feia passar la seva alta moralitat per sobre del seu interès personal: Napoleó és emperador quan proposà a Koraís i a Étienne Clavier d'esdevenir censors de les obres futures, el primer havent de controlar el grec antic i el grec modern, el segon, el llatí. Aquesta proposició, acompanyada de l'oferta d'una generosa retribució anual, és del tot rebutjada «amb horror» pels dos amics, atès que «si s'esperava de nosaltres un treball tal, se'n podria esperar també que fóssim capaços d'executar per salari infàmies tan pitjors».

### Guerra d'independència de Grècia (1821-1830)

#### El mestre de la nació
Amb l'esclat de la Guerra d'independència de Grècia, Koraís veu com es crea a la seva pàtria una situació nova que ell esperava uns trenta anys després, car, digué, alliberar-se del jou otomà és relativament fàcil: «Destruir un edifici no demana pas gaire coneixement, sobretot si trontolla de fa temps. La gran dificultat és reconstruir-lo».

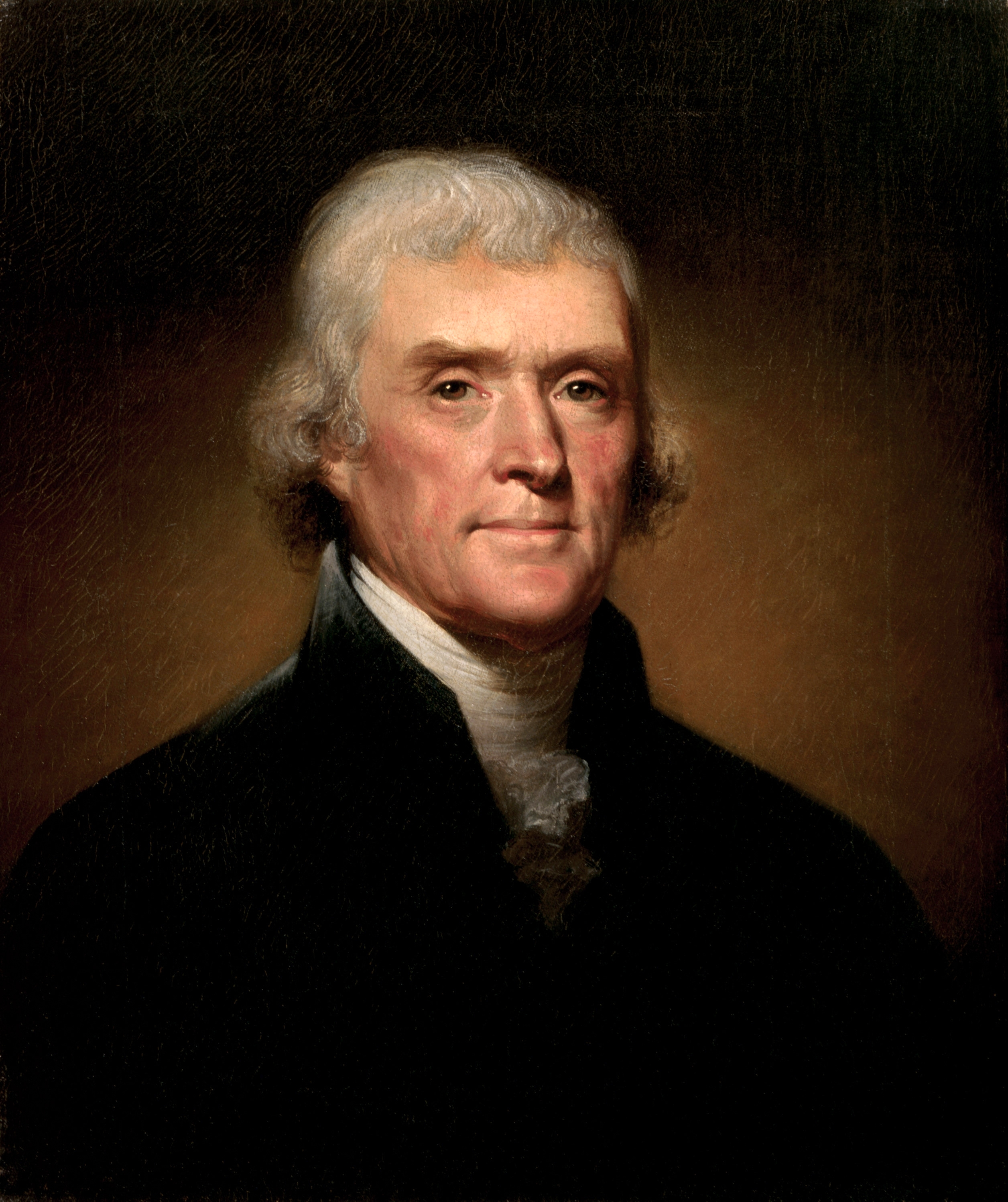
Thomas Jefferson, quadre de Rembrandt Peale (1800).

Fins i tot, emperò, si «el combat ha començat abans d'hora», fent trair tota objecció, es donà enterament, i àrduament, a aquesta lluita a la qual només els seus setanta-tres anys li impedien de participar amb les armes a la mà: «Si tingués vint anys menys, ni déus ni diables no m'haurien impedit de combatre», assegurà. Koraís se'n fa l'ànima i l'herald d'aquesta guerra d'independència. Esdevé un dels membres fundadors del Comitè Filohel·lènic de París destinat a promoure la lluita dels grecs i a reunir els ajuts materials indispensables. Comença una correspondència epistolar nodrida amb diversos filohel·lènics, com Thomas Jefferson, i publicà articles en pamflets estrangers.
Per aclarir també els grecs, els proposà les referències polítiques i morals que necessitaven en la Revolució en curs: «Si això hagués estat possible, hauria volgut publicar al mateix temps tots els moralistes i els escriptors polítics, per atenuar, tant com hagués pogut, els mals que es poden témer de la revolució», digué. El 1821 publicà la Política d'Aristòtil, acompanyada d'una traducció titulada Exhortacions polítiques; l'any següent edità l'Ètica a Nicòmac, així com el tractat De l'art militar d'Onosandre, i traduí la primera elegia de Tirteu. Dedicà aquestes dues darreres obres als grecs que combatien per la llibertat. Anticipà també el problema polític del seu país en plena revolució, a les seves Notes sobre la Constitució provisional de Grècia de 1822 i als seus Diàlegs de dos grecs sobre els interessos de llur país en prefaci a un tractat de Plutarc. Del 1825 al 1827 presentà les qüestions morals i polítiques d'actualitat a través, entre d'altres, de les Memorables de Xenofont, les Gòrgies de Plató, el Manual d'Epictet, el Discurs contra Leòcrates de Licurg i els quatre toms de les Entrevistes d'Epictet per Flavi Arrià.

#### Reflexions sobre la política i la llengua
Aquesta immensa cultura fou posada al servei d'una profunda reflexió política que floreix en el preàmbul d'aquestes obres, Koraís estudià l'evolució de les teories i de les institucions polítiques d'ençà l'Antiguitat grega fins als pensadors occidentals moderns. Aquesta facilitat del gran erudit per il·lustrar el present donant vida a les obres mestra gregues del passat es tradueix fins i tot en les circumstàncies de la seva vida personal: essent sabedor de la derrota de la flota turca en la batalla de Navarino, l'octubre del 1827, Koraís feu llegir en veu alta els versos del Prometeu encadenat d'Èsquil:
« Si la tempesta que es forma us atrapa, no atribuïu res a l'atzar;

no digueu que Zeus us colpeja amb un cop imprevist,

i no n'acuseu ningú més que vosaltres.

Esteu previnguts. No serà per la manca de llum

ni per la manca de temps que quedareu imprudentment

abraçats en la roca de la desgràcia.»

(versos 1073-1078)

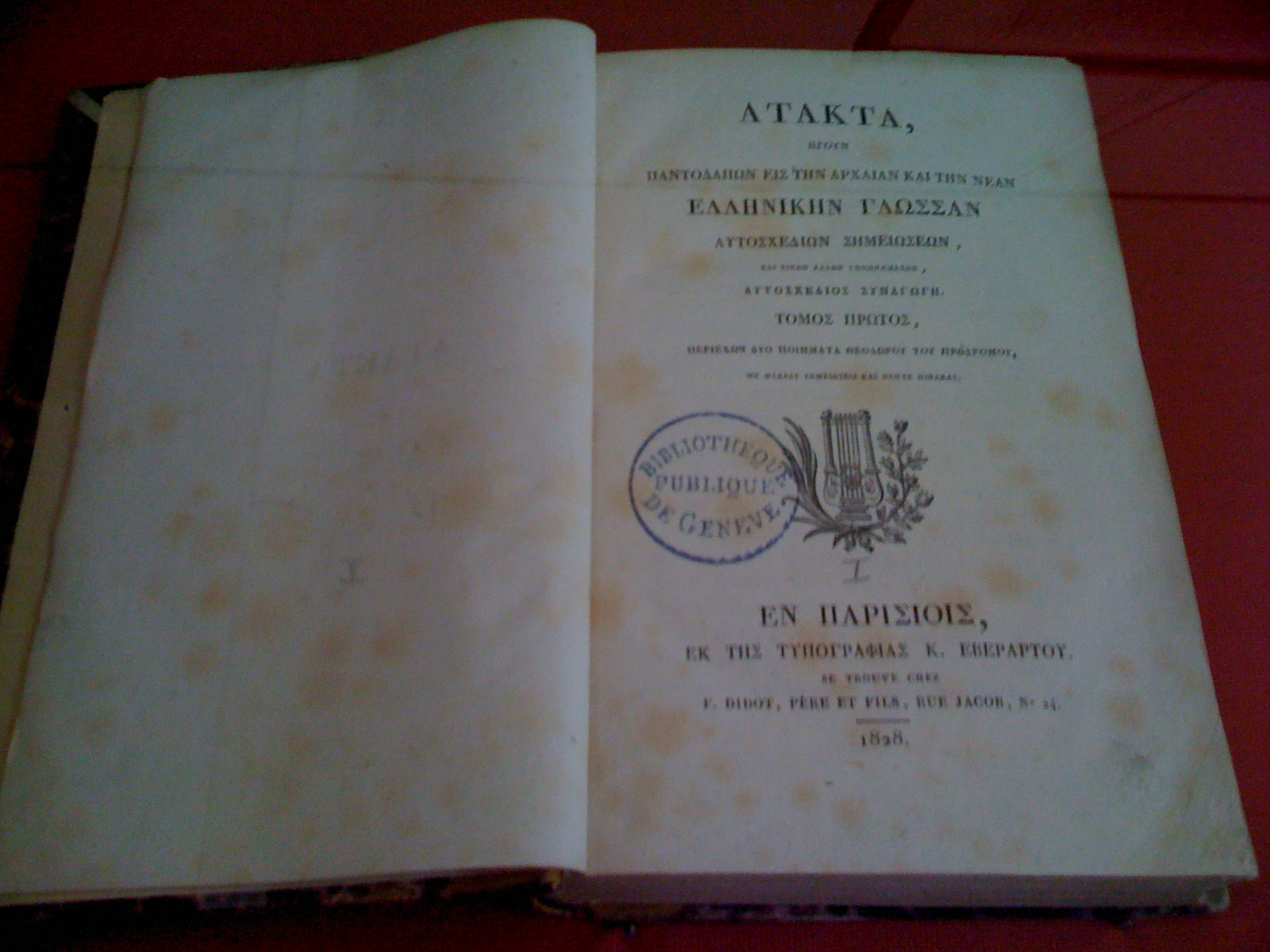
Frontispici del primer volum de lἌτακτα, publicat el 1828.

Tota aquesta activitat filològica de Koraís no quedà sense efecte: homes polítics i militars grecs li escrigueren per demanar-li consell. Rebé condecoracions d'honor, anomenaren amb el seu nom una torre a Messolongui, els membres de la Tercera assemblea nacional grega de Trezeni li adreçaren, el 9 d'abril de 1827, una carta de reconeixement plena de respecte. D'ara endavant, Koraís és considerat com el representant semioficial de Grècia a França.
La llarga freqüentació de Koraís amb els texts grecs de totes les èpoques i de tots els estils el posà en una situació d'apreciar l'evolució de la llengua grega. D'ençà diversos anys acumulà notes i recollí elements lexicals extrets de les obres de l'Antiguitat, de l'edat mitjana i de l'època neohel·lènica, però també de texts de l'Antic i del Nou Testament, així com de la tradició oral. Reuní aquest ric material en un recull variat titulat genèricament Mélanges, que contenen, entre d'altres, els poemes de Teodor Prodom del segle xii, i un assaig de diccionari grec antic - grec modern, en un remarcable treball de lexicografia. La publicació d'aquesta obra en cinc toms, anomenada Àtakta ('Miscel·lània'), tingué lloc del 1828 fins a la seva mort el 1833.
Quan, el març del 1827, Ioannis Kapodístrias esdevingué governador del nou Estat Grec, Koraís observà una certa desconfiança. Els dos homes s'havien conegut a París el 1815, i des d'aquell moment tenien relacions d'amistat: intercanviaven en llur correspondència llurs punts de vista sobre l'ensenyament o la política a Grècia, i Koraís feia conèixer a Kapodístrias els exemplars de les obres que ell publicava. Però d'ençà la seva designació, Kapodístrias suspengué la Constitució i dissolgué l'Assemblea, concentrant pràcticament tots els poders a les seves mans: als ulls de Koraís, és una mena de tirania que traeix els sacrificis dels combatents grecs per la llibertat. Publicà aleshores contra Kapodístrias diversos pamflets polítics sota forma de diàlegs: el setembre de 1830, amb el pseudònim de G. Pantasides, feu aparèixer el seu Diàleg de dos grecs on exposà «El que la Grècia alliberada dels turcs té interès a fer, en les circumstàncies presents, per no esdevenir l'esclava dels cristians turquitzants.». Li proposà la intervenció de França. Ignorant l'assassinat de Kapodístrias el 9 d'octubre de 1831, publicà un segon diàleg de nou dirigit contra l'antic governador. Aquests atacs autoritzen els adversaris de Koraís per jutjar-lo moralment responsable d'aquell assassinat; però era desconèixer greument el pensament i l'ideal democràtic de Koraís, atès que des del primer pamflet, l'autor escrivia «La tirania no ha estat mai eliminada mitjançant l'assassinat d'un tirà.»

## Publicacions
Les seves publicacions principals són:
- Els Caràcters de Teofrast, en grec i francès, 1799
- El Tractat dels aires, de les aigües i dels llocs, d'Hipòcrates, 1800
- Les obres d'Heliodor d'Emesa, 1804
- La Geografia d'Estrabó (en col·laboració amb Pascal-François-Joseph Gosselin i Gabriel de La Porte du Theil), 1805-1819
- Una Biblioteca grega en 26 volums (1807-1826) que comprenia Isòcrates, Plutarc, Estrabó, la Política i la Moral d'Aristòtil, Claudi Elià, Xenofont, etc.
- La Crida de guerra, 1801
- Cartes de Koraís al protopsalte d'Esmirna Dimítrios Lotos sobre els esdeveniments de la Revolució Francesa, 1782-1793

És autor d'una abundant correspondència en grec i en francès, i de diversos pamflets polítics.